# Shabazz Napier
Shabazz Bozie Napier (Roxbury, Massachusetts, 14 de julio de 1991) es un jugador de baloncesto estadounidense, de origen puertorriqueño, que actualmente se encuentra sin equipo. Con 1,85 metros de altura, juega en la posición de base.

## Trayectoria deportiva

### Instituto
Jugó en la escuela secundaria de Charlestown que después fue traspasado a Academia Lawrence en Groton, Massachusetts. Después de estar en la secundaria pasó a la preparatoria, jugando en la preparatoria de Nueva Inglaterra. De ahí salió para el reclutamiento a la universidad.

### Universidad

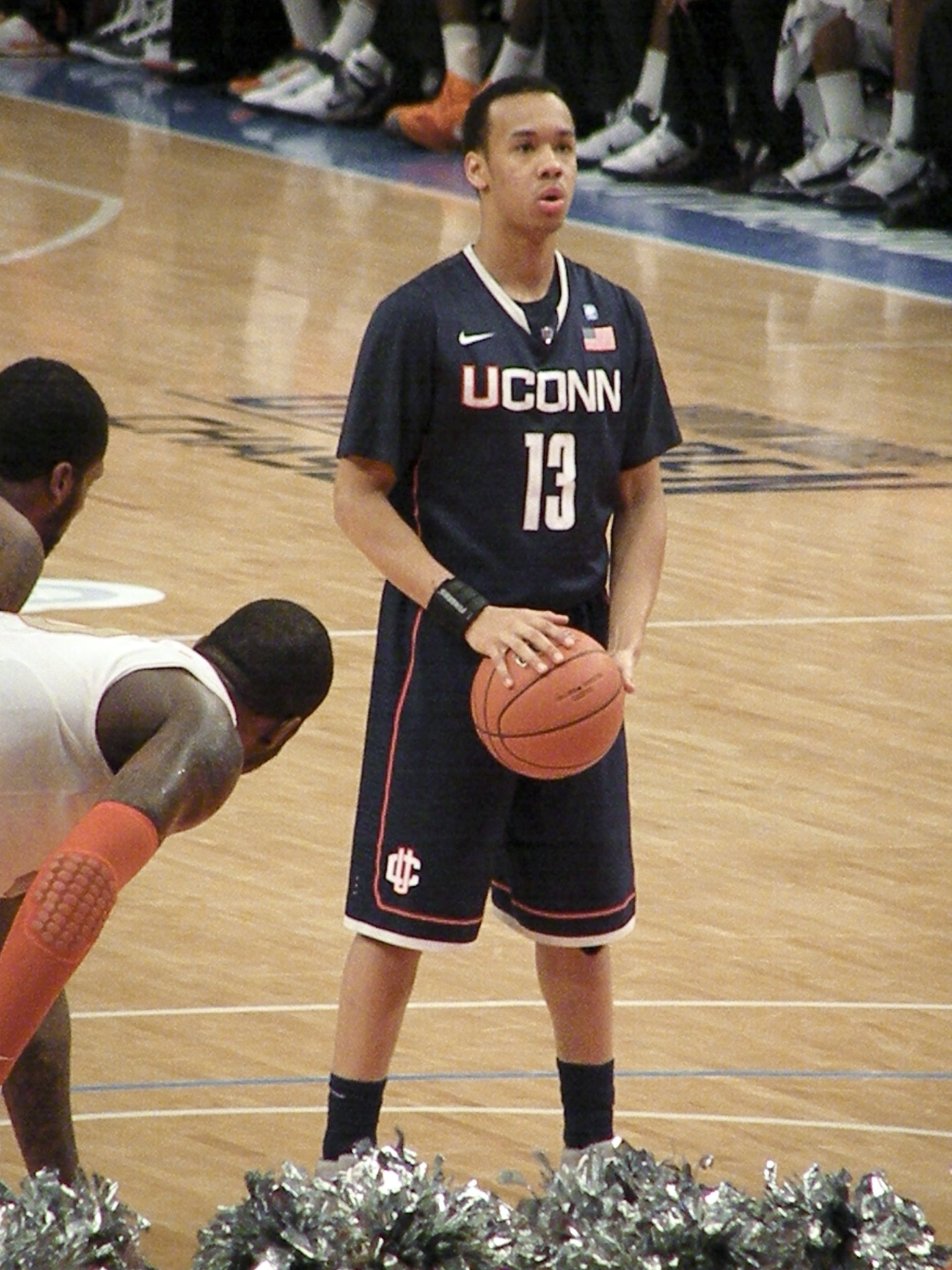
Napier con los Huskies en 2011.

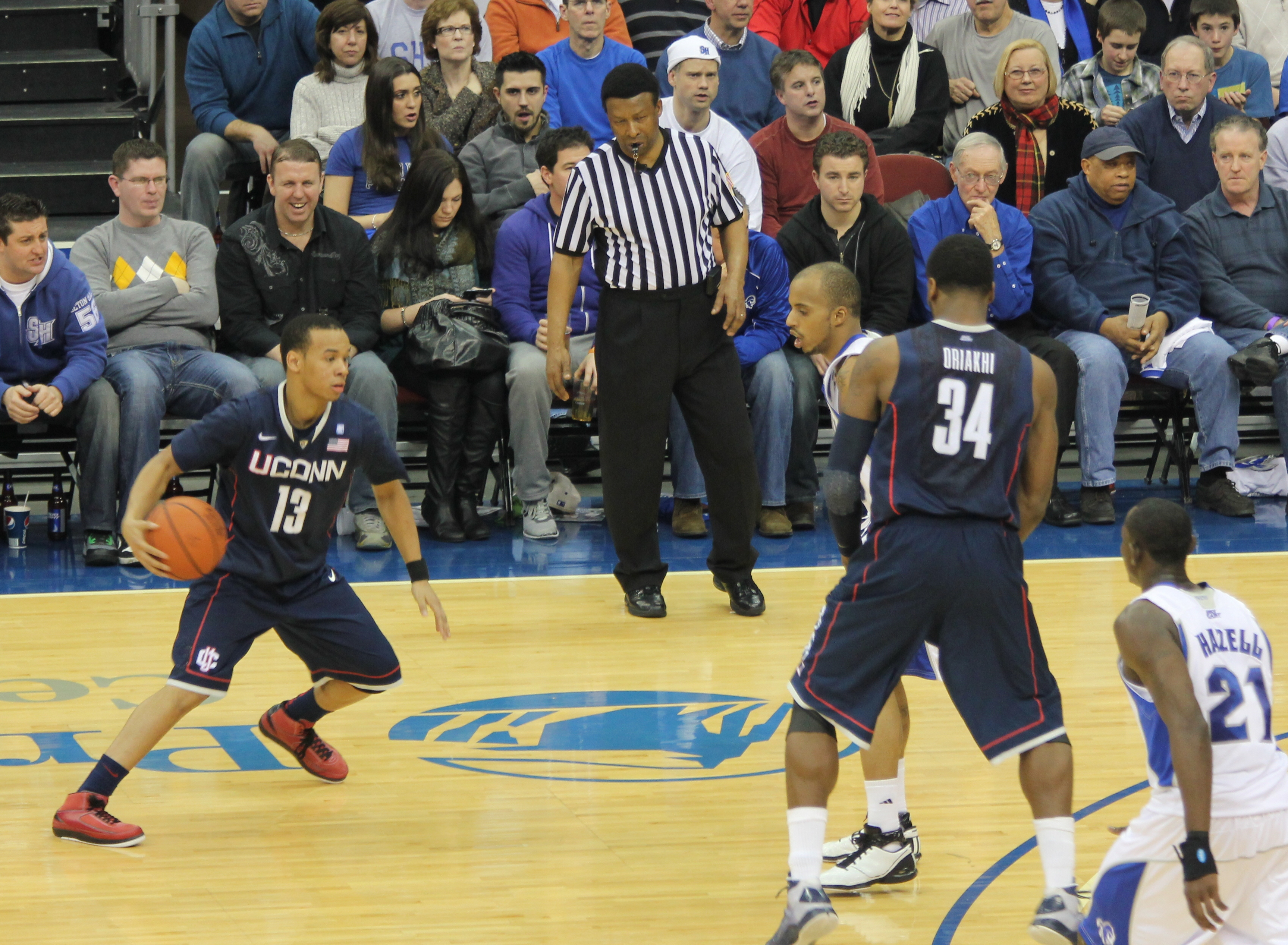
Shabazz Napier con los Huskies en 2011.

Shabazz Bozie Napier fue seleccionado por los UConn Huskies en el año 2010. No solamente ganó el título de la NCAA sino que tuvo una excelente temporada ese año, logrando 320 puntos en total (7,8 por partido) y 124 asistencias (3,0 por partido). La temporada siguiente le fue aún mejor, no así para los huskies, logrando 441 puntos (13,0 por partido) y 198 asistencias (5,8 por partido), y llevándose el orgullo de meterle un triple en la última posesión del partido a Villanova, ganando entonces Connecticut 73-70. Entrando en la alineación titular en su segundo año, Napier tuvo en la pretemporada una selección honorífica en la Big East Conference. Los Huskies fueron los favoritos para ser bicampeones de esa Liga, pero no se dio así, ya que perdieron en la primera ronda del campeonato de la NCAA del 2012. Napier tuvo un exitoso comienzo del año, anotando el primer triple-doble del año y el noveno en la historia del baloncesto de los hombres de UConn, pues anotó 22 puntos, recogió 12 rebotes, y repartió 13 asistencias en la victoria por 87-70 sobre Coppin State.
Hasta ese momento Napier ganó solamente dos títulos y un premio personal en su carrera: el trofeo de la NCAA y el torneo del Big East Conference, así como el trofeo al rookie del año en el Big East Conference. Para la temporada 2012-2013 algunos compañeros de Napier cuando salieron campeones se fueron, ya que Jeremy Lamb, Andre Drummond, y Kemba Walker optaron por la NBA (Drummond Pistons, Lamb Rockets y Walker Bobcats). Después de la segunda temporada decepcionante, Napier regresó para su temporada júnior, sin embargo, a los Connecticut Huskies se les prohibió participar en la postemporada debido a APR issues. Connecticut ocupó el puesto número 21 en la pretemporada en el país. Napier promedió 17,1 PPG y repartió 4,6 APG, al tener 2 juegos en la pretemporada de alta puntuación. Shabazz Napier y su compañero de equipo Ryan Boatright se reconoció como el mejor ataque del país, después de promediar casi 33 puntos combinados por partido. Napier también era considerado un mejor prospecto de la NBA y armador en todo el país. Napier ha sido conocido por sus tiros a larga distancia y en el tiempo suplementario sus famosos tiros en la última posesión . Los UConn Huskies consiguieron 20 victorias bajo el entrenador novato Kevin Ollie con Napier al frente del equipo. Tuvieron victorias sobre Syracuse, Cincinnati, Notre Dame, y un principio de temporada bueno ante Michigan State. Tras el final de la temporada regular, Napier fue elegido para el Primer equipo del Big East Conference.
Una vez finalizado la postemporada, Napier decidió si unirse al Draft de la NBA, al que según los entendidos optaba a una selección de segunda ronda o esperar y cumplir con sus años. Finalmente decidió por la segunda opción. Llegaba la temporada 2013-14, su última temporada en la universidad, dónde tuvo una excelente actuación. Promedió 18 puntos por partido, 5,9 rebotes, 4,9 asistencias, 1,8 robos por partido, y un porcentaje de 42,9% de tiros de campo. Ésta fue su mejor temporada, no solo ganó el título de la NCAA, sino que también fue el que lideró al equipo durante toda la temporada, ya que en su primera temporada no tuvo suficientes minutos.

#### Estadísticas
| Temporada | Equipo | Conferencia | Partidos | MIN  | TC  | TCA  | %TC  | 3P  | 3PA | %3P  | TL  | TLA | %TL  | REB | ASIS | ROB | TAP | PER | FP  | PTS  |
| --------- | ------ | ----------- | -------- | ---- | --- | ---- | ---- | --- | --- | ---- | --- | --- | ---- | --- | ---- | --- | --- | --- | --- | ---- |
| 2010-11   | UConn  | Big East    | 41       | 23.8 | 2.4 | 6.6  | .370 | 1.1 | 3.4 | .326 | 1.8 | 2.3 | .771 | 2.4 | 3.0  | 1.6 | 0.1 | 1.8 | 1.8 | 7.8  |
| 2011-12   | UConn  | Big East    | 34       | 35.0 | 4.0 | 10.3 | .389 | 1.7 | 4.9 | .355 | 3.2 | 4.4 | .743 | 3.5 | 5.8  | 1.6 | 0.3 | 2.8 | 2.6 | 13.0 |
| 2012-13   | UConn  | Big East    | 28       | 37.3 | 5.2 | 11.8 | .441 | 2.4 | 6.1 | .398 | 4.2 | 5.1 | .819 | 4.4 | 4.6  | 2.0 | 0.1 | 2.4 | 2.1 | 17.1 |
| 2013-14   | UConn  | AAC         | 40       | 35.1 | 5.3 | 12.4 | .429 | 2.2 | 5.4 | .405 | 5.2 | 6.0 | .870 | 5.9 | 4.9  | 1.8 | 0.3 | 2.9 | 2.1 | 18.0 |

### Profesional

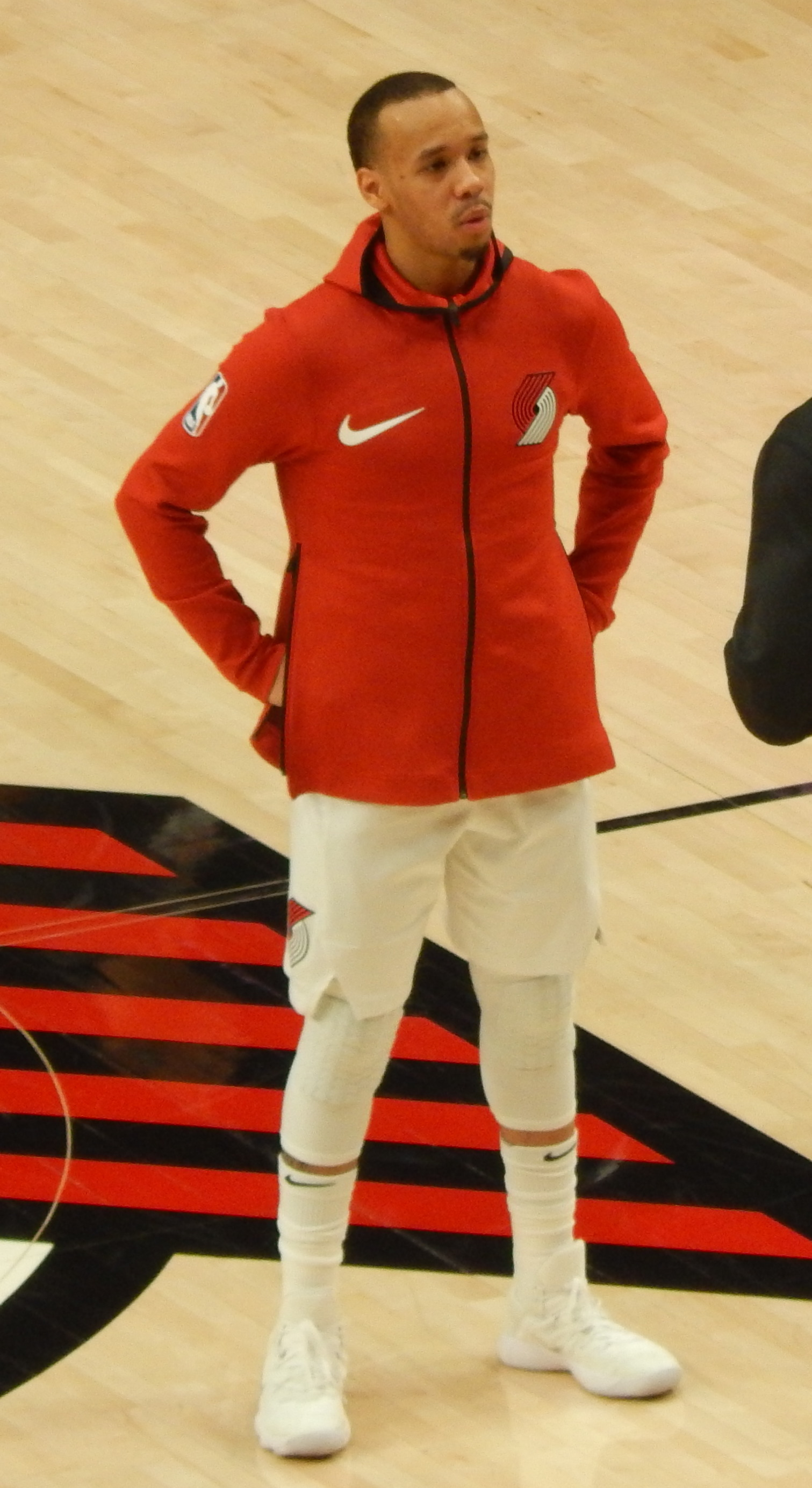
Napier en 2018.

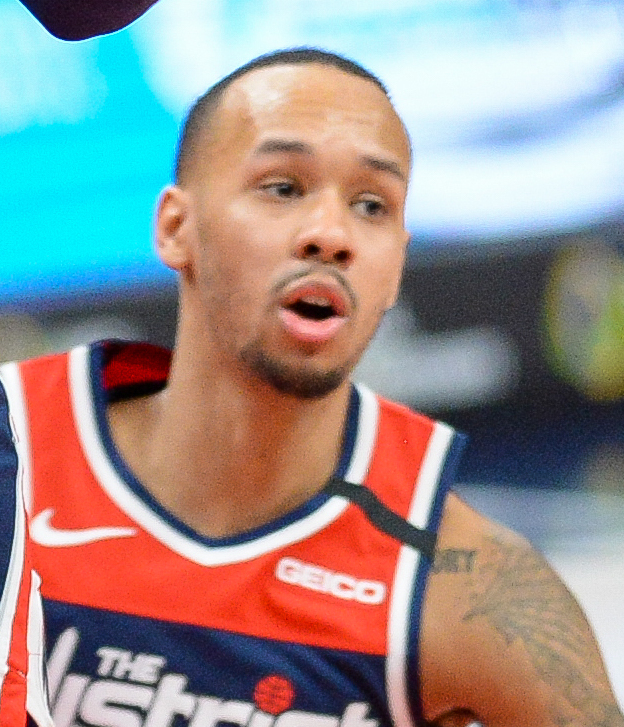
Shabazz Napier en 2020.

#### NBA
El 28 de junio de 2014, fue seleccionado en la posición 24 del Draft de la NBA de 2014 por los Charlotte Hornets, siendo traspasado a los Miami Heat a cambio de P. J. Hairston, Semaj Christon y una segunda ronda del draft de 2019. El 18 de julio de 2014, firmó su primer contrato como profesional con los Heat. El 29 de octubre de 2014, Napier hizo su debut como profesional ante los Washington Wizards, logrando 2 puntos, 3 rebotes y 2 asistencias en 15 minutos de acción.
El 7 de julio de 2016 fichó por Portland Trail Blazers.
El 17 de julio de 2018 firmó contrato como agente libre con los Brooklyn Nets.
El 1 de julio de 2019, es traspasado a Golden State Warriors, quienes a su vez lo enviaron a Minnesota Timberwolves.
El 4 de febrero de 2020 es traspasado a Denver Nuggets, en un traspaso múltiple entre cuatro equipos y que afectó a 12 jugadores. Al día siguiente, es traspasado a Washington Wizards a cambio de Jordan McRae.

#### Europa
Tras una temporada sin equipo, el 19 de julio de 2021, se hace oficial su fichaje por un año con el Zenit de San Petersburgo de la VTB United League. Pero el 27 de febrero de 2022, finiquita de forma unilateral su contrato con el Zenit, citando el conflicto armado Rusia-Ucrania como razón.
En julio de 2022 se anuncia su fichaje con el Estrella Roja de Belgrado de la liga KLS, pero no llega a producirse.

#### NBA G-League
En noviembre de 2022, firma por los Capitanes de Ciudad de México de la NBA G-League.

#### De vuelta en Europa
El 28 de enero de 2023, firma por el Olimpia Milano de la Lega Basket Serie A (LBA).
En julio de 2023 firma por el Estrella Roja de Belgrado, pero a mediados de diciembre regresa al Olimpia Milano.
El 4 de septiembre de 2024 fichó por el Bayern de Múnich de la Basketball Bundesliga.

### Selección nacional
Como su madre, y mánager, Carmen Velázquez, es puertorriqueña, según el reglamento FIBA Napier es de Puerto Rico y lo permite a jugar con la selección de dicho país. El 19 de febrero de 2012 presentó sus credenciales a la federación de su país, y ya pudo ser elegido para disputar el próximo evento. Razón por la cual estuvo entre los seleccionados para el Centrobasket 2012 pero fue descartado debido a una lesión en el pie.
En diciembre de 2013, tuvo una entrevista con el seleccionador Paco Olmos para explicarle sus intenciones de cara al siguiente Mundial, y Napier, que en este momento disputaba su último año de universidad, respondió que sería un honor:

"I would love to go and have that experience. It would be something unique and that will definitely help my game for the goals I have set. It will be an honor. [...] Everything I am today as a player, I owe to [UCONN]. And as a person, to the education of my mother, who would be proud if I play for Puerto Rico."
"Me encantaría ir y vivir esa experiencia. Sería algo único y que sin duda ayudará a mi juego para los objetivos que me he marcado. Será un honor. [...] Todo lo que soy hoy como jugador se lo debo [a la UCONN]. Y como persona, a la educación de mi madre, que estaría orgullosa si juego para Puerto Rico"

Nueve años después de aquello, en 2021, debuta con la selección nacional absoluta de Puerto Rico, disputando dos partidos del preolímpico. En su debut anota 13 puntos ante México.

## Estadísticas de su carrera en la NBA

### Temporada regular
| Año     | Equipo     | PJ  | PT | MPP  | %TC  | %3P  | %TL  | RPP | APP | ROB | TPP | PPP  |
| ------- | ---------- | --- | -- | ---- | ---- | ---- | ---- | --- | --- | --- | --- | ---- |
| 2014-15 | Miami      | 51  | 10 | 19.8 | .382 | .364 | .786 | 2.2 | 2.5 | .8  | .1  | 5.1  |
| 2015-16 | Orlando    | 55  | 0  | 10.9 | .338 | .327 | .733 | 1.0 | 1.8 | .4  | .0  | 3.7  |
| 2016-17 | Portland   | 53  | 2  | 9.7  | .399 | .370 | .776 | 1.2 | 1.3 | .6  | .0  | 4.1  |
| 2017-18 | Portland   | 74  | 9  | 20.7 | .420 | .376 | .841 | 2.3 | 2.0 | 1.1 | .2  | 8.7  |
| 2018-19 | Brooklyn   | 56  | 2  | 17.6 | .389 | .333 | .833 | 1.8 | 2.6 | .7  | .3  | 9.4  |
| 2019-20 | Minnesota  | 36  | 22 | 23.8 | .403 | .296 | .818 | 3.1 | 5.2 | 1.1 | .2  | 9.6  |
| 2019-20 | Washington | 20  | 10 | 24.4 | .428 | .358 | .831 | 2.4 | 3.8 | 1.5 | .2  | 11.6 |
| Total   | Total      | 345 | 56 | 17.4 | .397 | .345 | .815 | 1.6 | 2.5 | .8  | .1  | 7.1  |

### Playoffs
| Año   | Equipo   | PJ | PT | MPP  | %TC  | %3P  | %TL  | RPP | APP | ROB | TPP | PPP |
| ----- | -------- | -- | -- | ---- | ---- | ---- | ---- | --- | --- | --- | --- | --- |
| 2017  | Portland | 4  | 0  | 11.8 | .421 | .455 | .750 | 1.0 | .8  | .5  | .0  | 6.8 |
| 2018  | Portland | 2  | 0  | 17.5 | .455 | .000 | .500 | 1.0 | 1.5 | 1.5 | .0  | 5.5 |
| Total | Total    | 6  | 0  | 13.7 | .433 | .333 | .700 | 1.0 | 1.0 | .8  | .0  | 6.3 |